# Yaya Soumahoro
Yaya Soumahoro (* 28. September 1989 in Abidjan), mit vollständigen Namen Yaya Alfa Soumahoro, ist ein ivorischer ehemaliger Fußballspieler.

## Karriere
Yaya Soumahoro erlernte das Fußballspielen in der Universitätsmannschaft der JCI University. Bis 2007 stand er beim Séwé FC in San-Pédro unter Vertrag. Anfang 2008 zog es ihn nach Thailand. Hier unterschrieb er einen Vertrag bei Muangthong United. Der Verein aus Pak Kret, einem nördlichen Vorort der Hauptstadt Bangkok, spielte in der zweiten Liga des Landes, der Thai Premier League Division 1. Ende 2008 wurde er mit Muangthong Meister der zweiten Liga und stieg in die erste Liga auf. Ein Jahr später feierte er mit Muangthong die thailändische Meisterschaft. Im Juli 2010 wechselte er nach Europa, wo er sich in Belgien dem KAA Gent anschloss. Mit dem Verein aus Gent spielte er in der ersten Liga, der Division 1A. 2015 wurde er mit Gent belgischer Meister. Im gleichen Jahr gewann er mit Gent den belgischen Supercup. Das Spiel gegen den FC Brügge gewann man mit 1:0. Für Gent bestritt er 103 Erstligaspiele. Anfang 2016 wechselte er zum Ligakonkurrenten VV St. Truiden nach Sint-Truiden. Für den Verein stand er fünfmal in der ersten Liga auf dem Spielfeld. Im Juli 2016 kehrte er zu seinem ehemaligen Verein Muangthong United nach Thailand zurück. Ende der Saison wurde er mit Muangthong wieder thailändischer Meister. Von Januar 2017 bis September 2018 war er vertrags- und vereinslos. Mitte September 2018 nahm ihn der ägyptische Verein Wadi Degla SC unter Vertrag. Mit dem Klub aus Kairo spielte er achtmal in der ersten Liga, der Egyptian Premier League. Am 1. Juli 2019 beendete er seine Karriere als Fußballspieler.

## Erfolge
Muangthong United
- Thailändischer Zweitligameister: 2008  ▲
- Thailändischer Meister: 2009, 2016
- Kor Royal Cup: 2010

KAA Gent
- Division 1A: 2015
- Belgischer Supercup: 2015